# Rete tranviaria di Cluj-Napoca
La rete tranviaria di Cluj-Napoca è la rete tranviaria che serve la città rumena di Cluj-Napoca.

## Materiale rotabile

### Attuale
| Immagine | Tram          | Anno di immissione | Numero di tram |
| -------- | ------------- | ------------------ | -------------- |
|          | PESA 120NaR   | dal 2012           | 4              |
|          | Astra Imperio | 2020–2021          | 24             |

### Ritirato
| Immagine | Tram        | Anno di immissione | Numero di tram |
| -------- | ----------- | ------------------ | -------------- |
|          | Tatra KT4D  | dal 1997           | 19             |
|          | Tatra KT4DM | dal 2009           | 10             |